# 17-я пушечная артиллерийская бригада
17-я пушечная артиллерийская Свирская ордена Богдана Хмельницкого бригада — тактическое соединение Рабоче-крестьянской Красной армии в Великой Отечественной войне.

## История
Бригада сформирована на Юго-Западном фронте, в составе 7-й артиллерийской дивизии путём объединения двух пушечных полков.
На вооружении бригады в момент формирования находились 152-миллиметровые пушки МЛ-20.
- О боевом пути бригады смотри статью 7-я артиллерийская дивизия

## Состав бригады
- 213-й пушечный артиллерийский полк
- 1092-й пушечный артиллерийский полк

## Подчинение
| Дата            | Фронт (округ)        | Армия                 | Корпус | Дивизия                            | Примечания |
| --------------- | -------------------- | --------------------- | ------ | ---------------------------------- | ---------- |
| 01.03.1943 года | Юго-Западный фронт   | -                     | -      | 7-я артиллерийская дивизия прорыва | -          |
| 01.04.1943 года | Юго-Западный фронт   | 1-я гвардейская армия | -      | 7-я артиллерийская дивизия прорыва | -          |
| 01.05.1943 года | Юго-Западный фронт   | 1-я гвардейская армия | -      | 7-я артиллерийская дивизия прорыва | -          |
| 01.06.1943 года | Юго-Западный фронт   | 1-я гвардейская армия | -      | 7-я артиллерийская дивизия прорыва | -          |
| 01.07.1943 года | Юго-Западный фронт   | 1-я гвардейская армия | -      | 7-я артиллерийская дивизия прорыва | -          |
| 01.08.1943 года | Юго-Западный фронт   | 1-я гвардейская армия | -      | 7-я артиллерийская дивизия прорыва | -          |
| 01.09.1943 года | Юго-Западный фронт   | -                     | -      | 7-я артиллерийская дивизия прорыва | -          |
| 01.10.1943 года | Юго-Западный фронт   | -                     | -      | 7-я артиллерийская дивизия прорыва | -          |
| 01.11.1943 года | 4-й Украинский фронт | 3-я гвардейская армия | -      | 7-я артиллерийская дивизия прорыва | -          |
| 01.12.1943 года | 4-й Украинский фронт | 3-я гвардейская армия | -      | 7-я артиллерийская дивизия прорыва | -          |
| 01.01.1944 года | 4-й Украинский фронт | 3-я гвардейская армия | -      | 7-я артиллерийская дивизия прорыва | -          |
| 01.02.1944 года | 4-й Украинский фронт | 3-я гвардейская армия | -      | 7-я артиллерийская дивизия прорыва | -          |
| 01.03.1944 года | 3-й Украинский фронт | -                     | -      | 7-я артиллерийская дивизия прорыва | -          |
| 01.04.1944 года | 3-й Украинский фронт | -                     | -      | 7-я артиллерийская дивизия прорыва | -          |
| 01.05.1944 года | 3-й Украинский фронт | -                     | -      | 7-я артиллерийская дивизия прорыва | -          |
| 01.06.1944 года | 3-й Украинский фронт | 5-я ударная армия     | -      | 7-я артиллерийская дивизия прорыва | -          |
| 01.07.1944 года | Карельский фронт     | 7-я армия             | -      | 7-я артиллерийская дивизия прорыва | -          |
| 01.08.1944 года | Карельский фронт     | 7-я армия             | -      | 7-я артиллерийская дивизия прорыва | -          |
| 01.09.1944 года | 3-й Украинский фронт | -                     | -      | 7-я артиллерийская дивизия прорыва | -          |
| 01.10.1944 года | 2-й Украинский фронт | 46-я армия            | -      | 7-я артиллерийская дивизия прорыва | -          |
| 01.11.1944 года | 2-й Украинский фронт | 46-я армия            | -      | 7-я артиллерийская дивизия прорыва | -          |
| 01.12.1944 года | 2-й Украинский фронт | 46-я армия            | -      | 7-я артиллерийская дивизия прорыва | -          |
| 01.01.1945 года | 3-й Украинский фронт | -                     | -      | 7-я артиллерийская дивизия прорыва | -          |
| 01.02.1945 года | 3-й Украинский фронт | -                     | -      | 7-я артиллерийская дивизия прорыва | -          |
| 01.03.1945 года | 3-й Украинский фронт | -                     | -      | 7-я артиллерийская дивизия прорыва | -          |
| 01.04.1945 года | 3-й Украинский фронт | -                     | -      | 7-я артиллерийская дивизия прорыва | -          |
| 01.05.1945 года | 3-й Украинский фронт | -                     | -      | 7-я артиллерийская дивизия прорыва | -          |

## Командиры
- Романов Григорий Петрович, подполковник - на 14.10.1943 года

## Награды и наименования
| Награда (наименование)                | Дата                                                                 | За что получена |
| ------------------------------------- | -------------------------------------------------------------------- | --- |
| Орден Богдана Хмельницкого II степени | Указ Президиума Верховного Совета СССР от 26 апреля 1945 года        | За образцовое выполнение заданий командования в боях с немецкими захватчиками при овладении городами Секешфехервар, Мор, Зирез, Веспрем, Эньинг и проявленные при этом доблесть и мужество. |
| Почётное наименование «Свирская»      | Приказ Верховного Главнокомандующего СССР № 0174 от 2 июля 1944 года | за участие в Свирско-Петрозаводской операции. |